# Западна блатна костенурка
Западните блатни костенурки (Pseudemydura umbrina), наричани също западни мочурни костенурки и късоврати блатни костенурки, са вид дребни влечуги от семейство Змиеврати костенурки (Chelidae), единствен представител на род Pseudemydura и подсемейство Pseudemydurinae.
Срещат се само в няколко обособени местности в района на Пърт в западна Австралия. Мъжките достигат 155 милиметра дължина и 550 грама маса, а женските – 135 милиметра дължина и 410 грама маса. Видът е критично застрашен от изчезване, заради ограничения си ареал в урбанизиран и активно използван за земеделие район.